# Podgrađe (kanton środkowobośniacki)
Podgrađe – wieś w Bośni i Hercegowinie, w Federacji Bośni i Hercegowiny, w kantonie środkowobośniackim, w gminie Gornji Vakuf-Uskoplje. W 2013 roku liczyła 467 mieszkańców, z czego większość stanowili Chorwaci.